# オースチン・ヒーレー
オースチン・ヒーレー（Austin-Healey ヒーリーとも ）は、イギリスのスポーツカーブランドである。
このブランドは、1952年にブリティッシュ・モーター・コーポレーション（BMC）・オースチン部門のレナード・ロードと、著名な自動車エンジニア兼デザイナーであるドナルド・ヒーリーとの間に結ばれた合弁事業合意により誕生した。オースチン・ヒーレーでは、1972年の20年間という合意期限満了まで、自動車生産が続けられた。
ドナルド・ヒーリーは、1968年、ブリティッシュ・モーター・ホールディングス（1966年にBMCとジャガーの合併により誕生した）がレイランド・モータースと合併し、ブリティッシュ・レイランド・モーター・コーポレーションとなった時に、会社を去った。オースチンの商標は、2005年にブリティッシュ・レイランドの後継会社であるMGローバーグループが破産した際に、商標を買収した南京汽車が所有している。
ドナルド・ヒーリーが、彼の会社であるドナルド・ヒーリー・モーターカンパニーを売却した後、ヒーリーブランドは、新会社ヒーリー・オートモーティブ・コンサルタントが所有していたが、2005年ヒーリーの家族によりHFIオートモーティブに売却された。
2007年6月、南京汽車とヒーリー・オートモーティブ・コンサルタントとHFIオートモーティブは、オースチン・ヒーレーおよびヒーリーブランドを南京汽車製MGの一部として再現することに関し、協力する合意に署名した。しかし、ヒーリーおよびオースチン・ヒーレー両ブランドの復活へのスケジュールは提示されていない。中国国内でのMGブランドの復活は、その年の末とされた。

## モデル
オースチン・ヒーレー100
- 1953 - 1955 BN1 オースチン・ヒーレー100
- 1955 オースチン・ヒーレー100S（極少量生産された、アルミニウムボディのレース用モデル）
- 1955 - 1956 BN2 オースチン・ヒーレー100M（限定生産の高性能モデル）
- 1956 - 1957 BN2 オースチン・ヒーレー100-4
- 1956 - 1957 BN4 オースチン・ヒーレー100-6（2+2）
- 1957 - 1959 BN4 オースチン・ヒーレー100-6　1 3/4" SUキャブへ変更（2+2）
- 1958 - 1959 BN6 オースチン・ヒーレー100-6　6気筒エンジン（2シーター）

オースチン・ヒーレー 3000
- 1959 - 1961 BN7 Mark I（2シーター）、BT7 Mark I（2+2）
- 1961 - 1962 BN7 Mark II（2シーター）、BT7 Mark II（2+2）, BJ7 Mark II（2シーター）
- 1962 - 1964 BJ7 Mark II（巻き上げ式ドアウインドウ装備）
- 1964 - 1967 BJ8 Mark III

オースチン・ヒーレー　スプライト
- 1958 - 1960 AN5 Mark I その特徴的な外観から、日本では一般的に「カニ目」と呼ばれる。アメリカではバグアイ（虫の目）、イギリスではフロッグアイ（カエルの目）とあだ名されている。
- 1961 - 1964 AN6 - AN7 Mark II　MarkIIからのオースチン・ヒーレー・スプライトは、MG・ミジェットの兄弟車種としてブランドのバッチが違うだけとなる（ただし、ブランドの位置付けとしてはMGがやや上）。このため両車はまとめてスプリジェットと呼ばれる
- 1964 - 1966 AN8 Mark III（巻き上げ式ドアウインドウ装備）
- 1966 - 1969 AN9 Mark IV
- 1969 - 1971 AN10 Mark V（イギリスのみ）

## ノート
- 1953年、特別に作られた流線型のオースチン・ヒーレーが、アメリカ・ユタ州のボンネビル・ソルトフラッツでいくつかの速度記録を達成した
- マテルのバービー人形用として最初に作られた車が、緑色がかった青い内装とピンクの外装を持つオースチン・ヒーリーだった。